# Arden L. Albee
Arden Leroy Albee (* 28. Mai 1928 in Port Huron, Michigan; † 19. März 2025) war ein US-amerikanischer Mineraloge, Petrologe, Geologe und Hochschullehrer.

## Leben
Albee studierte Geologie an der Harvard University mit Bachelor-Abschluss 1950, Master-Abschluss 1951 und Promotion 1957. Während seiner Doktorandenzeit arbeitete er für den US Geological Survey. Danach ging er an das Caltech zunächst 1959/60 als Visiting Assistant Professor. 1960 wurde er Associate Professor, 1966 Professor für Geologie und ab 1999 auch für Planetologie. 2002 wurde er emeritiert. Von 1984 bis 2000 war er Dekan für Graduate Studies am Caltech.
Er befasste sich mit der Entstehung und Mineralogie metamorpher Gesteine und entwickelte bei deren Untersuchungen ein Verfahren, um Korrekturfaktoren für die chemische Gesteinszusammensetzung bei Oxiden und Silikaten aus den Daten der Elektronenstrahlmikroanalyse (EPMA, Beschuss mit Elektronen und Analyse der Röntgenspektren) zu erhalten. Die 1968 erfolgte Veröffentlichung mit seinem Studenten A. E. Bence wurde zu einer der am häufigsten zitierten Arbeiten in der Geologie. Albee beaufsichtigte am Caltech die Analyse mit Mikroproben.
Beim US Geological Survey kartierte er in Vermont, Colorado und Maine und später waren regionale Schwerpunkte der Norden Vermonts, der Westen Grönlands und das Death Valley. Er war auch am Apollo-Programm beteiligt, in dem er Mondgestein untersuchte, und später in verschiedenen Mars-Missionen (Mars Observer, Mars Global Surveyor) des Jet Propulsion Laboratory, deren Chefwissenschaftler er von 1978 bis 1984 war.
Er erhielt die NASA Medal for Exceptional Scientific Achievement. Albee war ab 1979 Associate Editor von Annual Reviews of Earth and Planetary Science.
Albee starb am 19. März 2025 im Alter von 96 Jahren.

## Schriften
- mit A. E. Bence: Empirical correction factors for the electron microanalysis of silicates and oxides, Journal of Geology, Band 76, 1968, S. 382–403.
- mit Lily Ray: Correction Factors for Electron Probe Microanalysis of Silicates, Oxides, Carbonates, Phosphates, and Sulfates, Analytical Chemistry, Band 42, 1970, S. 1408–1414.